# 江口の戦い
江口の戦い（えぐちのたたかい）は、天文18年（1549年）6月12日から6月24日にかけて摂津江口城（現在の大阪府大阪市東淀川区）において三好長慶軍と同族の三好政長（宗三）が衝突した戦いである。江口合戦とも呼ばれる。

## 開戦までの経緯

### 三好氏の内部確執
三好長慶は細川晴元の政権下で太平寺の戦い・舎利寺の戦いなど戦功を重ね、三好氏の総帥としての地位を固めてゆくにつれて、晴元に信頼される一族の三好政長の存在は、長慶にとって無視できなくなってきた。天文17年（1548年）5月6日に摂津国人池田信正（政長の娘婿）が晴元の屋敷で切腹させられた一件も政長の讒言が疑われ、遺児で政長の外孫でもある長正が後を継いだことは晴元の介入に対する他の摂津国人の反発を招いた。

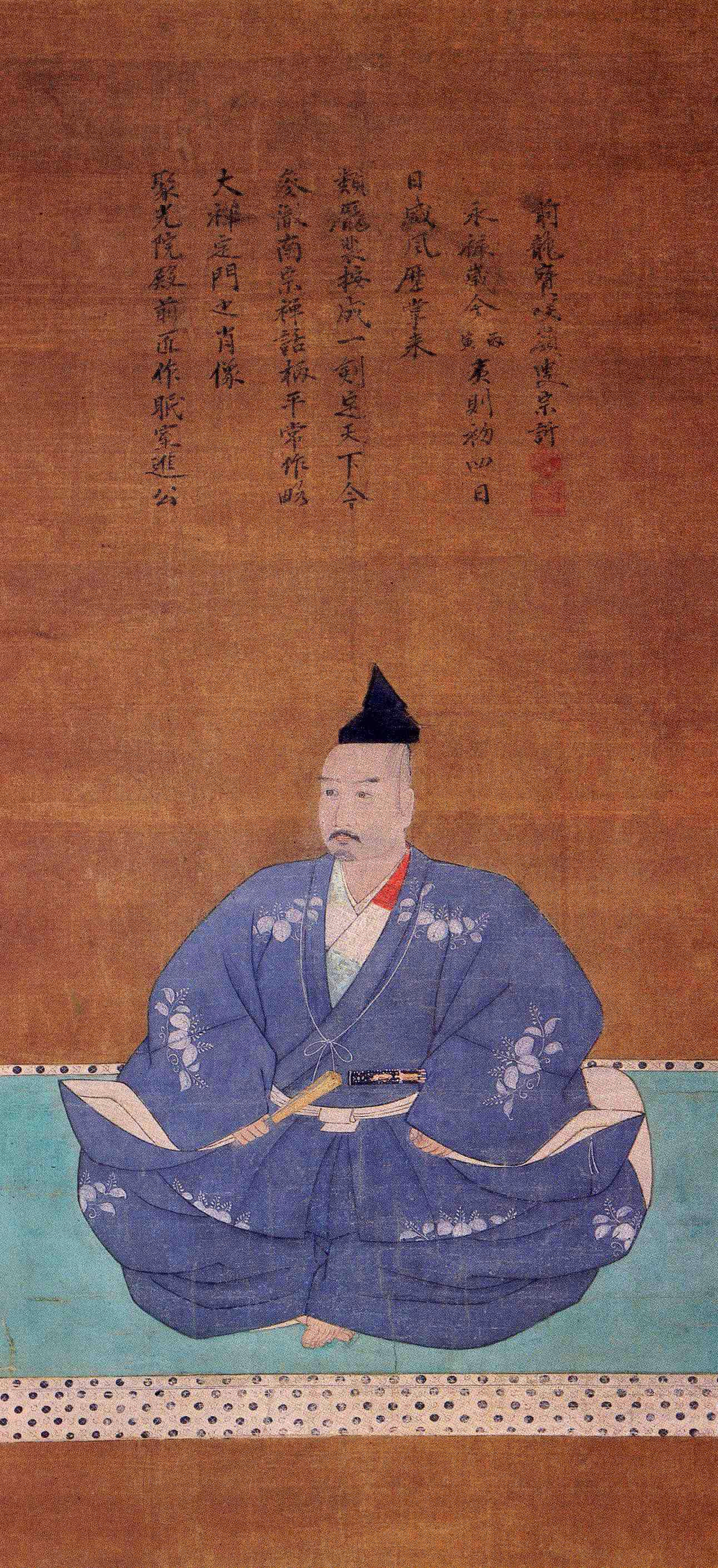
三好長慶像

天文17年8月12日、長慶は晴元の近習（田井源介、平井丹後守など）に対して三好政長・政勝父子の誅殺を願い出た。しかし、この長慶の申し出は晴元には聞き入れられず、前日の11日に信正の居城だった池田城で内紛が起こり、家臣団が政長派を城から追放して長慶に協力を誓ったため事態は一触即発となった。
そこで長慶は、晴元に敵対する細川氏綱の陣営に転属。岳父である河内守護代・遊佐長教らに出兵を求めつつ、自身も軍事行動を開始した。これに対して近江の六角定頼（晴元の岳父）はこの行動を「謀反」とする一方で、晴元は和泉守護細川元常、岸和田兵部大輔、紀伊の根来衆らに出兵を求めた。長慶には氏綱・長教を中心に和泉の松浦興信、丹波守護代内藤国貞、大和の筒井順昭、池田長正を始め摂津国人の多くが味方に付いた。晴元・政長には茨木長隆・伊丹親興など少数の摂津国人と六角定頼ら周辺の大名が与同した。

### 摂津戦線の攻防
長慶は10月28日に摂津越水城を出発、政長の拠点である河内十七箇所へ進軍し、十七箇所の拠点で政勝が籠城する摂津欠郡の榎並城を包囲、そのまま越年して翌年の天文18年（1549年）2月18日に堺で長教と会談して協力を取り付け、26日に一旦尼崎に兵を進め十七箇所へ戻った。一方、政長は摂津国人の大半が長慶方となっているため山城から摂津への侵攻が出来ず、迂回して丹波を通り桑田郡から摂津北部へ侵入、猪名川流域を南下して川辺郡の塩川城（一庫城、山下城）で兵を増やし、1月24日により南の池田城を攻撃、伊丹親興の支援を受けて十七箇所へ迫った。
しかし長慶は3月1日に榎並城の西側に位置する摂津中嶋城に兵を送り、政長派の細川晴賢（細川政賢の孫）がいる堀城と榎並城の中間の柴島城を攻めさせ、救援に来た政長を破り柴島城も落として榎並城に追った。政長は親興の居城伊丹城に退却、長慶は榎並城の包囲を続けたが、堅牢で兵糧も豊富にある榎並城は4月になっても落城する気配が無かった。
4月初め、晴元は近江へ出向き六角定頼と結び欠郡への援軍派遣を取り付けると、政長と同じ道を通り丹波から北摂津、猪名川へと進軍、4月26日に塩川城に入ると、28日に武庫郡に出兵して西宮一帯に放火し後方撹乱した。翌29日には伊丹城の政長・親興軍も城から打って出て尼崎にて放火、5月1日には富松城も攻めたが落城させることは出来ず退却した。晴元の狙いは越水城と中嶋城の三好軍を分断し、榎並城にいた政勝を援護することだった。
攻勢に出た晴元は、5月2日に三宅城の守将香西元成に命じ、味方の六角軍の来援に備えて芥川山城を攻めさせた。この城は摂津北東に位置する城で山城と摂津の国境付近にある重要拠点でもあり、城主の芥川孫十郎が長慶に与していたため政長と晴元は迂回行軍するしかなかったのである。しかし、香西元成の軍勢が惣持寺の西川原で三好長逸の軍勢に阻止されると、今度は5月5日に政長が伊丹城から三宅城へ入城、5月28日には晴元自身が塩川城から三宅城に入って政長を後援した。

### 6月の戦況
ここまでの経過で晴元軍は摂津の城を転々としながら戦場へ接近したが、単独で三好軍に挑めないため、三好軍を牽制しながら六角軍の来援を待つ姿勢を取っていた。一方の三好軍は、十七箇所近辺を平定しつつ榎並城を包囲していたが、城方が用意を整えていたため5月の時点でも落とせず、戦闘は長期化していった。
6月になると戦況に変化が起こった。6月11日に政長が三宅城を出て江口城に入ったのである。江口城は北中島の東北端に位置し、中嶋城と柴島城の北東及び榎並城の北、三宅城の南にも位置する重要拠点で、淀川と神崎川によって三方を囲まれた要害の地だった。政長の出兵目的は、この江口城で中嶋城と榎並城の中間に立ち三好軍の妨害を図り、合わせて三宅城と榎並城の通路を確保して近江からの六角定頼の援軍を待ち、長慶と相対することだった。
だが、江口城には弱点があった。北・東・南は川に囲まれた要害であるが、水路を封鎖されると逆に逃げ出せなくなるという地理的欠点もあったのである。長慶はすかさず江口城を包囲してその糧道を断ち、かつ江口城と三宅城で支援する細川軍との連絡を遮断するため、弟の安宅冬康と十河一存らの別隊を江口城北側に派遣、神崎川の支流別府川河畔の別府村（摂津市）に布陣させ、三宅城と江口城の連絡と退路を遮断して江口城を孤立させた。

## 江口合戦

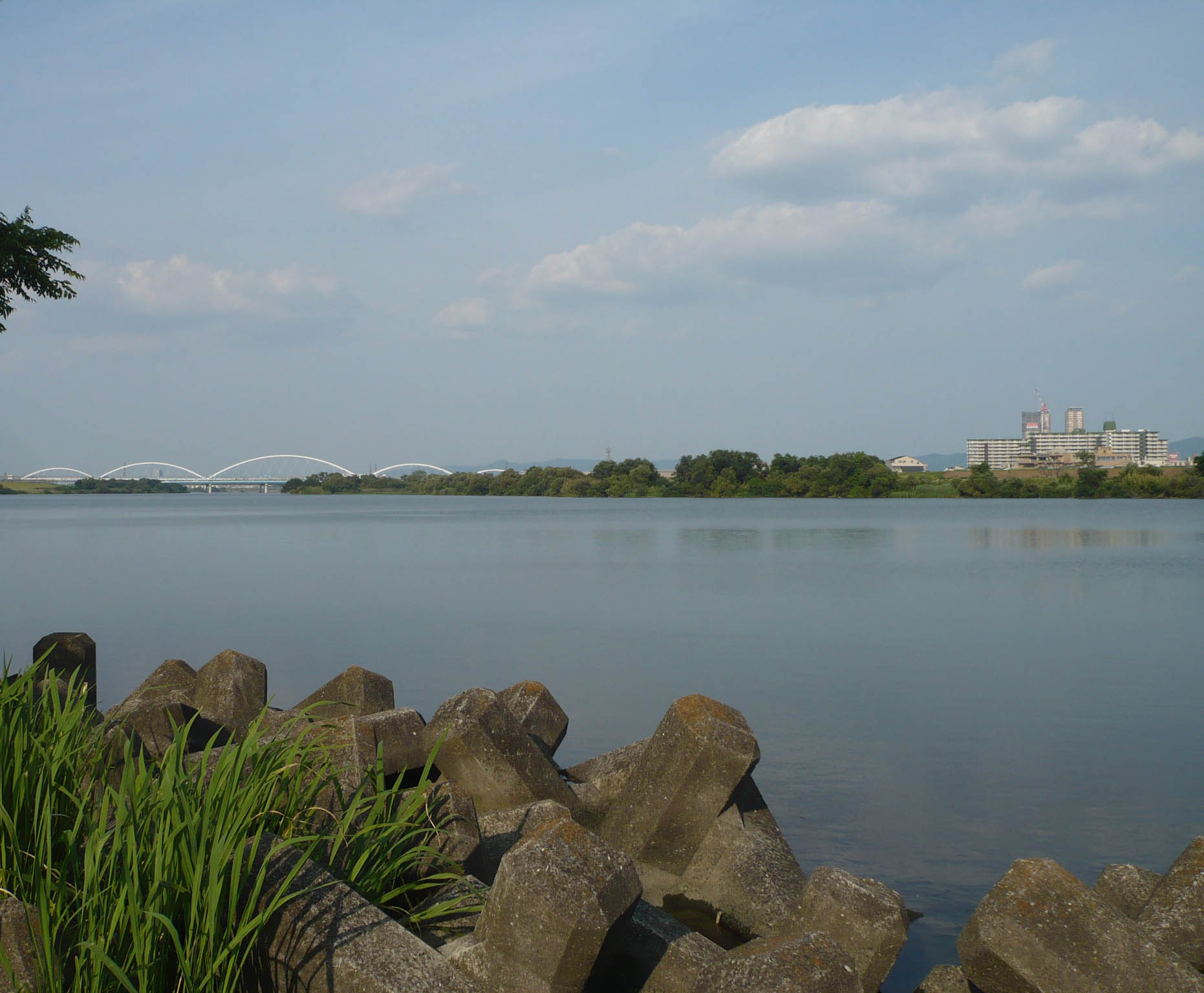
大隅神社周辺を流れている淀川

戦端は6月12日に開かれた。近江から来た政長方の近江朝妻城主新庄直昌が江口で戦死したが、政長と晴元らは六角軍の来援を期待して守勢を通した。六角定頼は更に増兵を決定、子の義賢に率いられた近江軍1万は、6月24日に山城と摂津の国境付近の山崎（山崎から江口城までは半日の行程）に到着する見通しとなった。『足利季世記』には、「川舟を 留て近江の勢もこず 問んともせぬ 人を待つかな」というこの間の政長の和歌を載せているが、政長のこうした危惧を長慶は見逃さなかった。
24日、六角軍が江口城に到着する直前をとらえ、長慶は十河一存と東西から江口城の政長を急襲した。既に長陣で疲弊していた政長軍は江口城を支えることができず、政長をはじめ高畠長直・平井新左衛門・田井源介・波々伯部左衛門尉ら800人ほどが討ち死にした。一説に、政長は淀川を南へ下り榎並城に避難しようとして淀川で水死したとも言われている。

## 戦後の影響

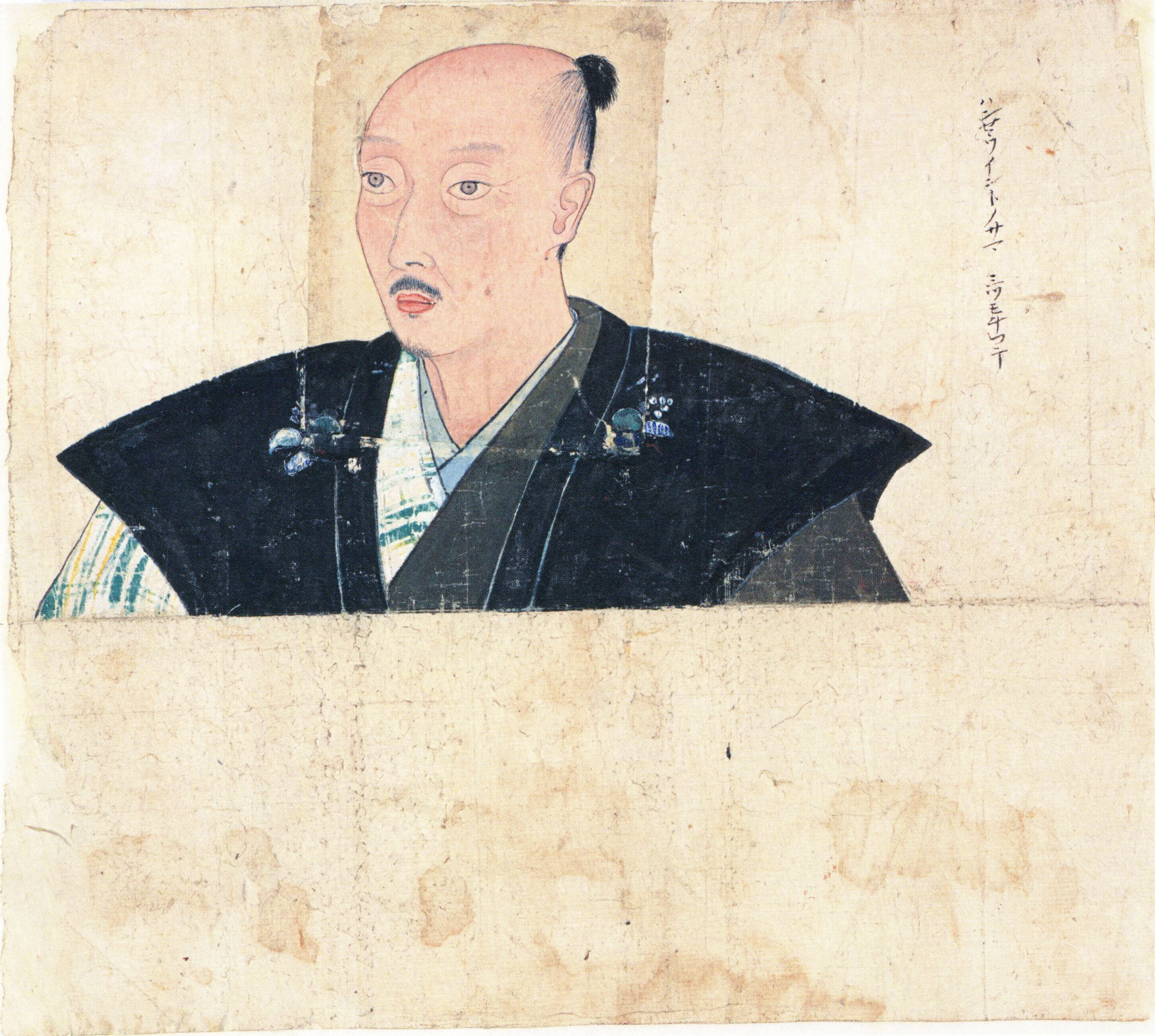
足利義晴像

江口城における政長の戦死により、政長を支援すべく三宅城にいた晴元は、丹波を経由して翌25日に戦わずして帰京したものの、長慶の追撃を恐れ、前将軍足利義晴・13代将軍足利義輝父子らを伴って近江の坂本まで避難した。これに随行した細川晴賢と細川元常の領国の和泉は、長慶の手中に落ちた。また、政勝は榎並城を放棄し瓦林城まで撤退、残った反長慶派の伊丹親興は居城伊丹城を三好軍に包囲され、翌天文19年（1550年）3月に和睦したため長慶は摂津の平定も果たした。
政長と連携して晴元政権を支えていた茨木長隆も政長の死に伴って没落するが、その後長慶（細川氏綱）方へ帰順し、奉行人となった。
勝利した長慶は氏綱を伴い7月9日に上洛、事実上京都を掌握した。しかし晴元・義晴らは坂本と京都東山を根城として長慶に抵抗、政勝と香西元成らも晴元と合流して京都への出兵を繰り返し、長慶も晴元らの迎撃及び彼らに呼応した外敵の討伐に当たった。以後数年間の長慶は山城と摂津を中心に戦闘を繰り返していくことになる。

## 参戦武将

### 三好側
- 三好長慶
- 十河一存
- 安宅冬康
- 遊佐長教
- 三好長逸
- 芥川孫十郎

### 細川側
- 細川晴元
- 三好政長（戦死）
- 三好政康（政生・政勝とも）
- 高畠甚九郎（戦死）
- 田井長次（戦死）
- 平井新左衛門（戦死）
- 天竺弥六（細川一族・戦死）
- 香西元成

## 補説
- 長慶は晴元に反旗を翻し軍事行動を開始するが、晴元の仇敵であった氏綱と通じ、晴元の管領職を奪い取ることになる。
- 政長が三宅城を出て江口城に出陣したのは、六角氏の援軍を待ち長慶と相対するのではなく、8ヶ月間も榎並城に籠る政勝への救援に向かう予定で、食料もわずかしか持っていなかったという説もある。どちらにしてもこれを好機と見た長慶は、冬康と一存に三宅城と江口城の中間地点である別府河畔に布陣させたと思われる。政長軍は退路も絶たれ食料も底をつき（江口城に籠城したのは6月12日から23日の11日間だったため、携帯していた食料は3日間程度ではなかったと思われている）、『足利季世記』の和歌につながっている。
- 冬康の率いる淡路水軍は神崎川を利用し周辺の水運に通じていたのではと思われている。
- 『足利季世記』によると、長慶は主君の細川晴元を討つことを逡巡してなかなか軍勢を動かそうとしなかった。しかし、十河一存がこうした長慶の姿勢を見て、独断で軍勢を動かし突入したと伝える[11]。